# Glaucolepis salicinae
Glaucolepis salicinae is een vlinder van de familie van de dwergmineermotten (Nepticulidae). De wetenschappelijke naam is voor het eerst gepubliceerd in 1975 als Trifurcula salicinae door Josef Wilhelm Klimesch.

## Verspreiding
De soort komt voor op de Canarische Eilanden.

## Waardplant
De rups leeft in en van het blad van Globularia salicina (Plantaginaceae) en maakt daarin een gangmijn, beginnend vanaf de hoofdnerf.